# Židé v Pelhřimově

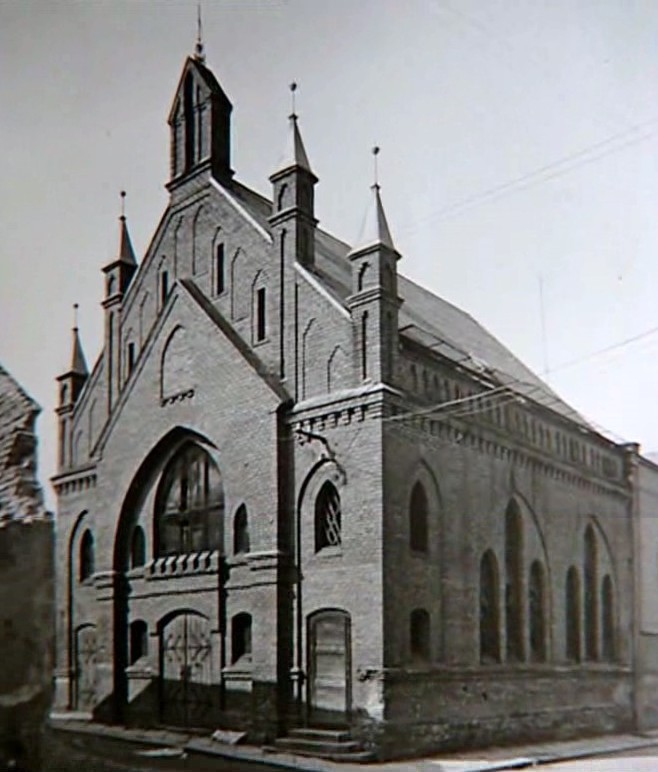
Pelhřimovská synagoga před demolicí

Židé v Pelhřimově jsou poprvé zmiňováni v písemnostech z 16. století, konkrétně v roce 1563, kdy si Lorenc Geyr stěžuje arciknížeti Ferdinandovi na škodu způsobenou židem z Pelhřimova jménem Lev. Na celém Pelhřimovsku se nacházejí i mnohem starší záznamy o židovských obyvatelích, a to z Humpolce kolem roku 1385. V 16. století se v Pelhřimově vyskytovalo 3 až 5 židovských rodin, což dokazují daňové záznamy z roku 1570. V roce 1613 se pelhřimovští radní rozhodli nepřijímat nadále do města další židy a jejich počet zůstal omezen. Později v roce 1628 byli židé z Pelhřimova vypovězeni zcela, a proto se usadili v okolních lokalitách, mezi než patří Nová Cerekev, Horní Cerekev, Hořepník či Pavlov. Pravidla a omezení životů židovského obyvatelstva byla podstatně zmírněna až v době josefínské reformy, ale zcela odstraněna byla až díky občanskému zrovnoprávnění po roce 1848, kdy bylo pro tuto minoritu možné se volně stěhovat mimo určená ghetta. V Pelhřimově se židé znovu usadili až v druhé polovině 19. století, ale židovské ghetto zde založeno nebylo, a proto si mohli stavět a vlastnit své domy mezi ostatním obyvatelstvem.Židovské obyvatelstvo se zabydlelo v bývalé Panské ulici (dnes ulice Palackého), směřující k náměstí. Pobývali zde v pěti domech a několika dalších domech na náměstí.

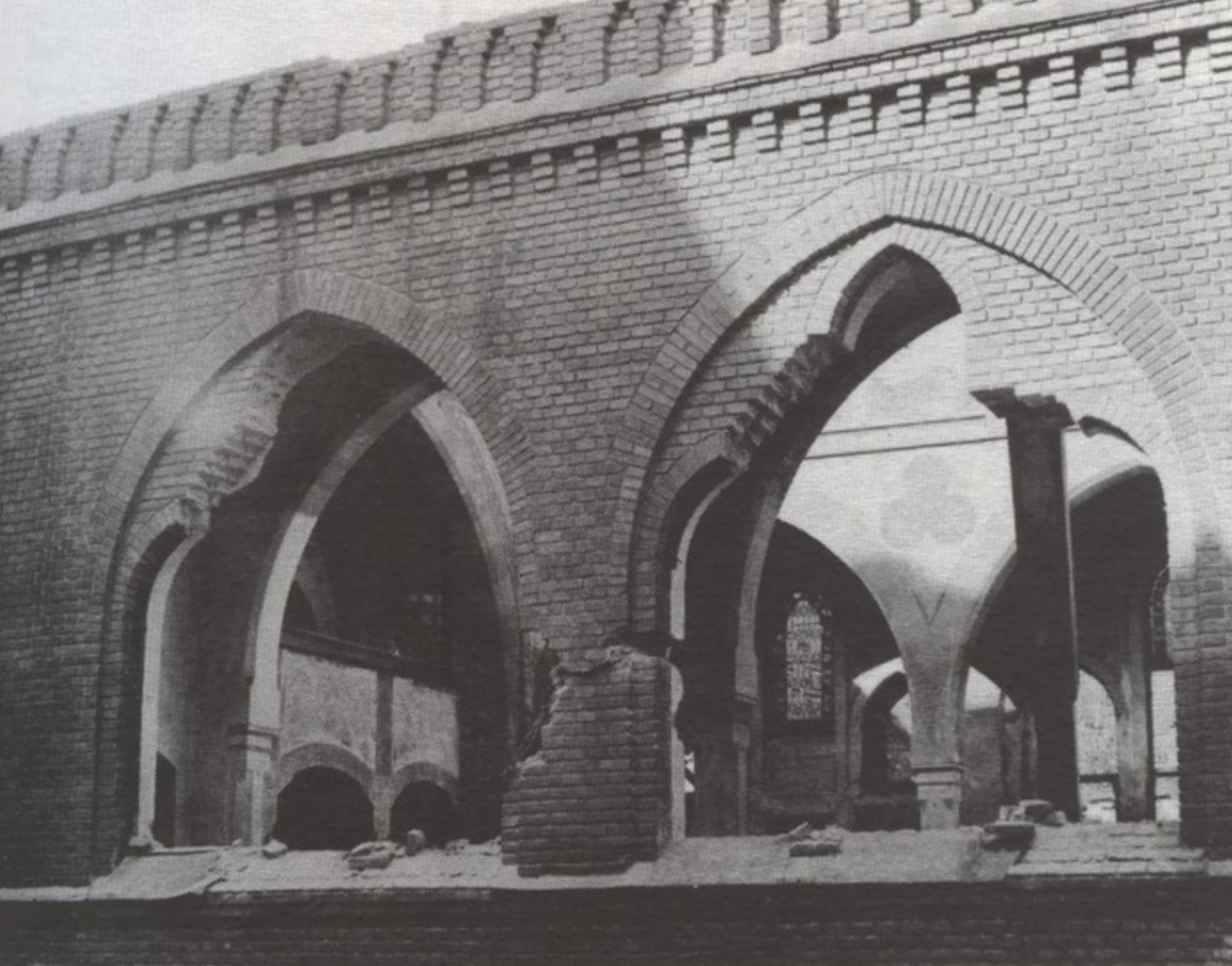
Fotografie V. Martínka,detail z demolice synagogy,1967

V Pelhřimově nejdříve fungovala modlitebna, nacházející se v sále bývalého hostince „U lva“ na čp. 63, sídlícího v dnešní Palackého ulici. Kvůli nárůstu židovských obyvatel zvažovala místní komunita stavbu vlastní synagogy. K výstavbě bylo skrze sbírky získáno 15 tisíc zlatých, které věnoval, společně s pozemkem v dnešní Růžové ulici, Josef Herrman. Synagoga byla postavena v neogotickém stylu v roce 1891 podle plánů Maxe Fleischera. Bohoslužby se zde konaly po 50 let.
V Pelhřimově byl v místě za Obcí nad soukenickou valchouumístěn židovský hřbitov. První písemná zmínka pochází z r.1703. Hřbitov byl zmiňován ještě v roce 1705 a k jeho zániku, z důvodu zchátralosti, došlo před rokem 1768. Po jeho zrušení se pohřbívání přesunulo na okolní hřbitovy v Pavlově a v Horní Cerekvi.
V době nacistické okupace a druhé světové války byla synagoga užívána jako skladiště předmětů a naprostá většina židovských obyvatel byla z města vyhnána. Vyhnaní zemřeli v Terezíně či následně v jednom z koncentračních táborů, kam se po pobytu v Terezíně dostali. Válku přežilo pouze několik jedinců z pelhřimovské židovské obce, kteří se později odstěhovali do větších měst a v Pelhřimově již žádný potomek židovských obyvatel nežije.

## Židovské podniky zabavené Němci při okupaci
- místní kartáčovna[9]
- Pollakova autodoprava[9]
- židovská továrna na výrobu textilu[9]
- papírna Isidora Nettla[9]

## Významní pelhřimovští židé
- Josef Herrman – zakladatel Pelhřimovské náboženské obce a donátor pozemku na němž stála synagoga (28. 2. 1819 – 28. 11. 1879)
- Otto Fried – voják bojující proti německé straně při obléhání Dunkerque den (9. 9. 1908 – 5. 11. 1944)
- Leopold Polák – rabín synagogy v Pelhřimově
- Karel Freud – rabín synagogy v Pelhřimově (8. 5. 1833 – 19. 6. 1936)
- Max Fleischer – architekt stojící za podobou Pelhřimovské synagogy (29. 3. 1841- 18. 12. 1905)
- K. J. Fleischel – starosta pelhřimovské židovské obce (10. 5. 1833 – 22. 4. 1892)

## Stolpersteine v Pelhřimově
Od 5. listopadu 2024 se v Pelhřimově nachází čtyři stolpersteiny na památku obětí holokaustu, rodiny židovského obchodníka Jakuba Frieda. Před domem čp. 169 (dnešní řeznictví Jirásek) jsou položeny kameny pro Eleonoru Friedovou, její dceru Bertu Lírovou a syny Viléma s Ottou.